# Реймонд Мураталла
Реймонд Мураталла (англ. Raymond Muratalla; 28 квітня 1997) — американський професійний боксер.

## Професіональна кар'єра
Дебютував на професійному рингу 16 вересня 2016 року.
13 липня 2024 року здобув перемогу одностайним рішенням суддів над ексчемпіоном світу Тевіном Фармером (США).
2 листопада 2024 року здобув перемогу технічним нокаутом над мексиканцем Хесусом Антоніо Пересом.